# Pizzo Quadro
Der Pizzo Quadro (dt. veraltet auch Sonnenhorn) ist ein 2793 m ü. M. hoher Berg in den Lepontinischen Alpen an der Grenze zwischen Italien und der Schweiz.
Der Berg liegt westlich des Maggiatals. Über den Gipfel verlaufen neben der Landesgrenze auch die Grenzen der Gemeinden Premia (Italien) und Campo (Schweiz). Der Gipfel ist von mehreren Seiten, beispielsweise über den Westgrat oder über den Nordostgrat, im Schwierigkeitsgrad L bis WS erreichbar.